# The Drew Las Vegas
Il Fontainebleau Las Vegas (precedentemente Draw Las Vegas JW Marriott Las Vegas Blvd) è un hotel e un casinò situato sulla Strip di Las Vegas a Winchester, Nevada. Escludendo la vicina Stratosphere Tower, l'edificio dell'hotel con 63 piani e 224 metri d'altezza, è l'edificio più alto di Las Vegas e dello stato.

## Caratteristiche
Il progetto è stato annunciato come Fontainebleau Las Vegas nel maggio 2005, con i piani che prevedevano di iniziare la costruzione entro marzo 2006 e di aprire il casinò entro il 2008. La costruzione è iniziata nel febbraio 2007, ma è stata interrotta nel 2009, quando il progetto e la società che lo appoggiava sono andati in bancarotta.  L'edificio è stato progettato dallo studio Carlos Zapata con Bergman Walls Associates come architetto del record.
Nell'agosto 2017, il resort incompiuto è stato venduto alle società di investimento Witkoff Group e New Valley LLC per $ 600 milioni. Nel febbraio 2018, Witkoff e Marriott International hanno annunciato una partnership per aprire il resort come The Drew Las Vegas alla fine del 2020. L'apertura è stata successivamente ritardata e il resort dovrebbe ora essere aperto entro dicembre 2023. Al termine, il progetto includerà tre hotel con 3.780 camere.

## Nella cultura di massa
- Nella serie TV Dominion l'edificio è presente ma come struttura utilizzata per l'idroponica.